# İsmail Oğan
İsmail Oğan (Antalya, 1933. március 5. – Konyaaltı, 2022. április 26.) olimpiai bajnok török birkózó.

## Pályafutása
Az 1960-as római olimpián szabadfogás, váltósúlyban olimpiai ezüstérmes lett. Négy év múlva a tokiói olimpián aranyérmet szerzett ugyan ebben a súlycsoportban. A világbajnokságokon egy ezüst- és két bronzérmet szerzett.

## Sikerei, díjai
- Olimpiai játékok – szabadfogás, váltósúly
  - aranyérmes: 1964, Tokió
  - ezüstérmes: 1960, Róma
- Világbajnokság – szabadfogás, váltósúly
  - ezüstérmes: 1957
  - bronzérmes (2): 1959, 1963